# ジョアン＝バチスタ・グロス
ジョアン＝バチスタ・グロス（Jean-Baptiste Gros、1999年5月25日 - ）は、トップ14、RCトゥーロンに所属するラグビー選手。

## プロフィール
- フランス・アルル出身。
- ポジションはプロップ(PR)。
- 身長 195cm、体重 110kg
- U20フランス代表に選ばれたことがある[1]。
- フランス代表キャップは19(2022年3月現在)。

## 略歴
2016年、RCトゥーロンに加入。 